# Frans van der Have
Frans van der Have (Princenhage, 24 maart 1914 - Wageningen, 4 december 1996) was een Nederlandse verzetsstrijder in de Tweede Wereldoorlog. Hij was rayonleider van de Landelijke Organisatie voor Hulp aan Onderduikers (LO) in Wageningen en omgeving.

## Levensloop

### Vooroorlogse jaren
Van der Have werd geboren in Noord-Brabant, maar groeide gedeeltelijk op in Ede. In maart 1939 verhuisde hij naar Wageningen en ging les geven aan de Prinses Julianaschool.

### Tweede Wereldoorlog
In het eerste oorlogsjaar kwam Van der Have in verzet. Samen met onder andere Simon Olivier, hoogleraar aan de Landbouwhogeschool begon hij met de verspreiding van illegale bladen. Ook begonnen zij met het verzamelen van wapens die onder andere na de Slag om de Grebbeberg waren achtergebleven. In de loop van de oorlog kreeg het verzet een meer georganiseerd karakter, Van der Have trad toe tot de Ordedienst. De Ordedienst in Wageningen hield zich actief bezig met het inwinnen van inlichtingen, in tegenstelling tot sommige andere OD-afdelingen die zich vooral bezig hielden met voorbereiding om het machtsvacuüm te vullen waar volgens hen na een Duitse overgave sprake van zou zijn.
Van der Have leerde Piet Verburg kennen op een avond van de Gereformeerde mannenvereniging in Wageningen. Via Verburg raakte Van der Have betrokken bij de Landelijke Organisatie voor Hulp aan Onderduikers. Hij werd rayonhoofd van de afdeling Wageningen, waar ook de dorpen Renkum en Heelsum onder vielen. Van der Have en Verburg overlegden wekelijks met Johan Snoek en Theo Geurtsen , respectievelijk de LO-leiders in respectievelijk Renkum en Heelsum. Daarnaast vertegenwoordigden beide Wageningers het rayon op de districtsbeurs in Arnhem waar onder andere onderduikers werden "uitgeruild". Samen met Verburg was Van der Have ook aanjager van de oprichting van LO-afdelingen in onder andere Dodewaard, Heteren, Hien, Rhenen en Zetten.
De belangrijkste taak van de LO was het onderbrengen en verzorgen van onderduikers. Volgens Van der Have zaten er op het hoogtepunt tweehonderd joodse onderduikers in Wageningen, Renkum en Heelsum ondergedoken. Daar kwam nog een groot aantal onderduikers bij die zich bijvoorbeeld onttrokken aan de tewerkstelling in Duitsland. Op het distributiekantoor in Wageningen werkte een aantal "goede" Nederlanders via wie maandelijks een grote partij bonnen kon worden vervreemd. Het verzet overwoog een overval op het distributiekantoor. Dit werd van hogerhand afgeraden omdat daarna de veiligheidsmaatregelen veel strenger zouden zijn en het waarschijnlijk onmogelijk werd nog bonnen achterover te drukken.
Als hoofd van de plaatselijke LO stond Van der Have voor tal van uitdagingen. Zo overleed een joodse man die in Wageningen zat ondergedoken. Hij werd illegaal bijzet in een grafkelder. In Wageningen zat de bekende dominee Frits Slomp ondergedoken. De "foute" Wageningse burgemeester Wouter Hendrik van den Brink waarschuwde het verzet subtiel dat de Duitsers wisten dat Slomp zich in Wageningen bevond, waarop deze kon vluchten. Minder goed liep het af voor Helena Kuipers-Rietberg, de oprichtster van de LO. Zij zat ondergedoken bij de sigarenfabrikant Gerrit van Schuppen in Bennekom, waar ze op 17 augustus 1944 werd aangehouden. Zij overleed in concentratiekamp Ravensbrück.
Het huis van Van der Have aan de August Faliseweg 2 werd op 21 januari 1944 getroffen door een bom. Hijzelf was op dat moment niet thuis; hij gaf bijles aan een joods kind dat zat ondergedoken op de Grintweg. Zijn zwangere vrouw liep een schedelbasisfractuur op, maar herstelde hier geheel van. Zijn zoontje kwam in de tuin van de buren terecht, gelukkig met zijn ledikantje over hem heen, zodat hij beschermd werd tegen vallend puin. In het huis bevond zich onder ander illegale lectuur en een pistool. Dit werd de volgende dag door medewerkers van het verzet veilig verwijderd. Het gezin-Van der Have betrok tijdelijk een woning aan de Lawickse Allee.
Tijdens de Slag om Arnhem werd een Brits vliegtuig neergeschoten boven het Binnenveld tussen Wageningen en Ede. De bemanning werd opgevangen door leden van het verzet, Van der Have zorgde voor burgerkleding. Na de door de geallieerde verloren slag werd Wageningen geëvacueerd. Van der Have vond onderdak bij zijn schoonfamilie in de Maanderbuurt te Ede.
Bijna haalde Van der Have het einde van de oorlog niet. De Sicherheitsdienst was uit de verhoren van Gerard Lambert, alias Kees de Belg, achter zijn verblijfplaats gekomen. In de ochtend van 8 april 1945 werd hij door Ries Jansen en Abraham Kipp aangehouden in het huis van zijn schoonouders. Op een boerderij in de buurt werden de drie broers Jan, Elbertus en Martijn van Steenbergen en Adrianus Plaisier, allen actief in het verzet, opgepakt. Het vijftal slaagde er echter in om twee landwachters die hen bewaakten te overmeesteren en dood te schieten. Van der Have, Plaisier en Jan van Steenbergen ontkwamen, maar Elbertus en Martijn werden gegrepen. Op 13 april 1945 werden zij door de Ries Jansen doodgeschoten in het bos op de Keijenberg nabij Bennekom. 
Van der Have vond aanvankelijk onderdak bij Johan Snoek in Ede. In diezelfde periode kwam zijn moeder om tijdens een beschieting, maar Van der Have kon niet naar de begrafenis. Hij zat de laatste oorlogsmaand ondergedoken in Veenendaal, dat pas op 7 mei 1945 bevrijd werd. Zijn koerier Hans Lettink verloor samen met twee andere leden van de Binnenlandse Strijdkrachten het leven in een vuurgevecht met Nederlandsche SS'ers

### Na de oorlog
Na de oorlog werkte Van der Have op de Prins Bernhardschool voor LEAO in Wageningen, waar hij directeur was. In april 1979 ging hij met pensioen. In 1983 publiceerde hij het deels autobiografische boek getiteld Kleine kroniek van het verzet in Wageningen in de periode 1940-1945. Van 1981 tot 1988 was hij voorzitter van de historische vereniging van Wageningen.

## Persoonlijk
Van der Have trouwde in 1941 met Cornelia Teunisje Jochemsen (1918-2003). Samen hadden zij meerdere kinderen. In 1977 werd Van der Have benoemd tot ridder in de Orde van Oranje-Nassau. Ook ontving hij het Verzetsherdenkingskruis.